# Now You See It (Shake That Ass)
Now You See It (Shake That Ass) is een nummer van de artiest Honorebel uit 2009, in samenwerking met de Amerikaanse rapper Pitbull en het Amerikaanse house-trio Jump Smokers.
Het dancenummer wist enkel in Nederland de hitlijsten te bereiken. Het haalde er de 14e positie in de Tipparade.